# Sa Puntassa
Sa Puntassa és el cap que tanca per l'extrem oriental la Badia de sa Ràpita o de Migjorn, a la costa sud de Mallorca. El cap està situat dins el terme de ses Salines, dins el nucli turístic de la Colònia de Sant Jordi.
El cap és baix i rocallós i permet navegar-hi a prop, ja que la profunditat a la mateixa vorera ronda els 4 metres. De fet, la zona és també coneguda amb el nom de "es Carregador", ja que antigament s'hi acostaven vaixells amb calat important a carregar-hi diferents materials, principalment la sal que es produïa a les veïnes salines. Just davant el far s'hi troba l'illot de na Corberana. Hi ha un far automàtic instal·lat, de torre cilíndrica amb franges horitzontals negres. La seva llum és blanca, i emet 3 ràfegues en intèrvals de 10 segons. Aquest far serveix per indicar la ubicació del Port de sa Colònia de Sant Jordi o Port de Campos als vaixells que travessen el Freu de Cabrera, ja que aquest port és el port més proper a l'Arxipèlag de Cabrera.
L'accés per terra és molt senzill, ja que s'hi pot accedir sense cap problema des dels carrers del nucli urbà de la Colònia de Sant Jordi.